# أنيمل كروسينغ: هابي هوم ديزاينر
عبور حيواني: مصمم المنزل السعيد (بالإنجليزية: Animal Crossing: Happy Home Designer)‏ و((باليابانية: どうぶつの森：ハッピーホームデザイナー) دوبوتسو نو موري: خابي هومو ديزاينا) هي لعبة فيديو ساندوبوكس للأطفال، من إنتاج سنة 2015 وتم نشرها من قبل شركة نينتندو، لنينتندو 3دي إس في 23 يوليو في اليابان في 25 سبتمبر 2015، وفي 2 أكتوبر 2015 في أوروبا، وهذه اللعبة هي واحدة من سلسلة ألعاب أنيمال كروسينغ، تعتبر حالياً ضمن أكثر 10 ألعاب مبيعاً حيث إحتلت المركز الثاني في أكتوبر 2015.

## وصلات خارجية
- الموقع الرسمي